# Pouteria eugeniifolia
Pouteria eugeniifolia är en tvåhjärtbladig växtart som först beskrevs av Jean Baptiste Louis Pierre, och fick sitt nu gällande namn av Charles Baehni. Pouteria eugeniifolia ingår i släktet Pouteria och familjen Sapotaceae. Inga underarter finns listade i Catalogue of Life.